# Günter Kunert
Günter Kunert (6 marzo 1929 – 21 settembre 2019) è stato uno scrittore e poeta tedesco, che pubblicò poesie dal 1947 nella Berlino Est, supportato da Bertold Brecht. Quando firmò una petizione contro la privazione della cittadinanza di Wolf Biermann nel 1976, perse l'adesione al SED e si trasferì due anni dopo in Occidente.
Nel 1985 gli è stato assegnato il premio Heinrich Heine e nel 2012 Ordine al merito della Repubblica Federale Tedesca.